# Сауро, Гастон
Гастон Сауро (исп. Gaston Sauro; родился 23 февраля 1990, Росарио, Аргентина) — аргентинский футболист, защитник клуба «Уракан».

## Карьера
Сауро с 2008 по 2012 годы выступал за «Бока Хуниорс».
6 июля 2012 года перешёл в швейцарский «Базель», подписав четырёхлетний контракт. Дебютировал за клуб 17 июля в первом матче второго квалификационного раунда Лиги чемпионов УЕФА 2012/13 против эстонской «Флоры». В швейцарской Суперлиге дебютировал 28 июля в матче против «Грассхоппера». Свой первый гол за клуб забил 26 сентября в матче против «Сьона».
19 августа 2014 года отправился в аренду в клуб итальянской Серии B «Катания» на один год с опцией выкупа. Дебютировал за сицилийцев 30 августа в матче против «Виртус Ланчано». Свой первый гол за «слонов» забил 28 октября в матче против «Виртус Энтелла».
6 августа 2015 года Сауро подписал контракт с клубом MLS «Коламбус Крю». В главной лиге США дебютировал 6 сентября в матче против «Далласа», в котором, выйдя в стартовом составе, сыграл всего несколько минут, вынужденно покинув поле после столкновения головами с одноклубником Уилом Трэппом. 21 мая 2016 года в матче против «Торонто» порвал заднюю крестообразную связку левого колена, из-за чего пропустил более трёх месяцев, вернувшись в строй 4 сентября в матче против «Лос-Анджелес Гэлакси». 19 декабря 2016 года было объявлено, что Сауро пропустит весь сезон 2017 в связи несколькими операциями на колене. 11 января 2018 года «Коламбус Крю» продлил контракт с ним. Из-за проблем с коленом он не появлялся на поле почти 20 месяцев, с 1 октября 2016 года по 27 мая 2018 года, когда в матче против «Спортинга Канзас-Сити» вышел на замену вместо Кристиана Мартинеса на 75-й минуте. 2 марта 2019 года в матче стартового тура сезона против «Нью-Йорк Ред Буллз» забил свой первый гол за «Крю».
7 августа 2019 года перешёл в клуб чемпионата Мексики «Толука».
Участник Панамериканских игр 2007 и юношеского чемпионата мира 2007.

## Достижения
- Чемпион Швейцарии: 2012/13, 2013/14